# Dourbies

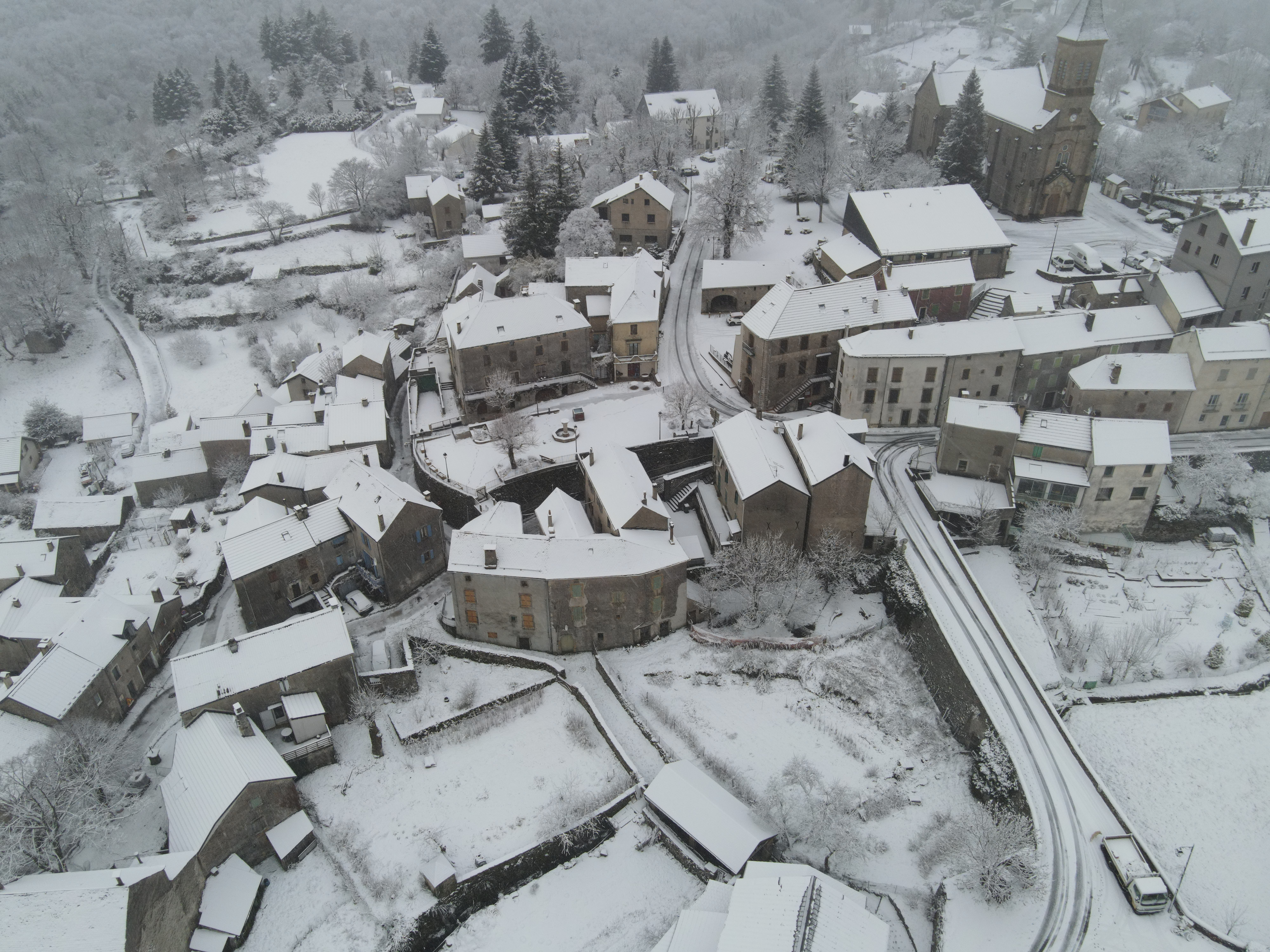
Village de Dourbies enneigé

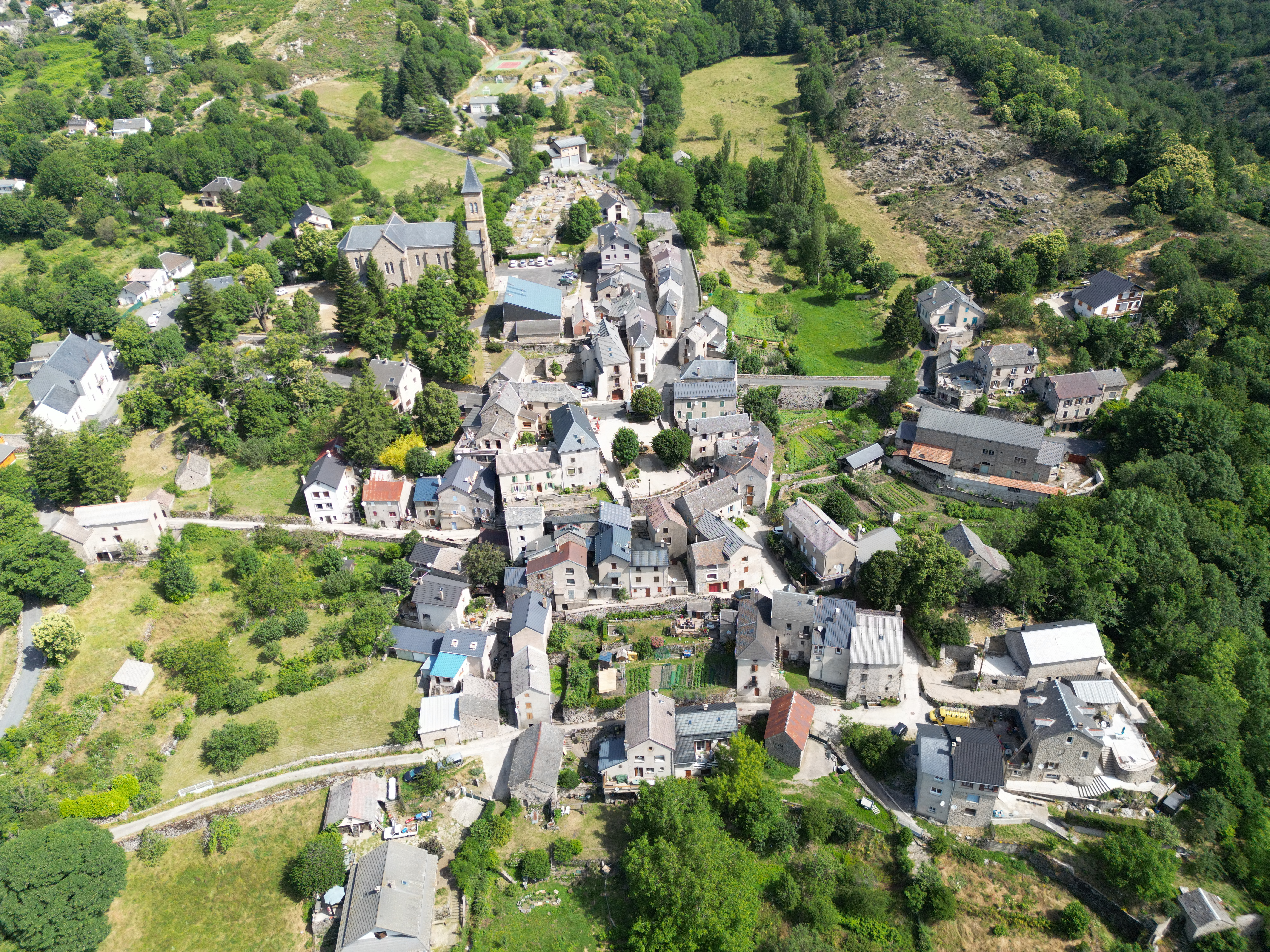
Vue aérienne de Dourbies

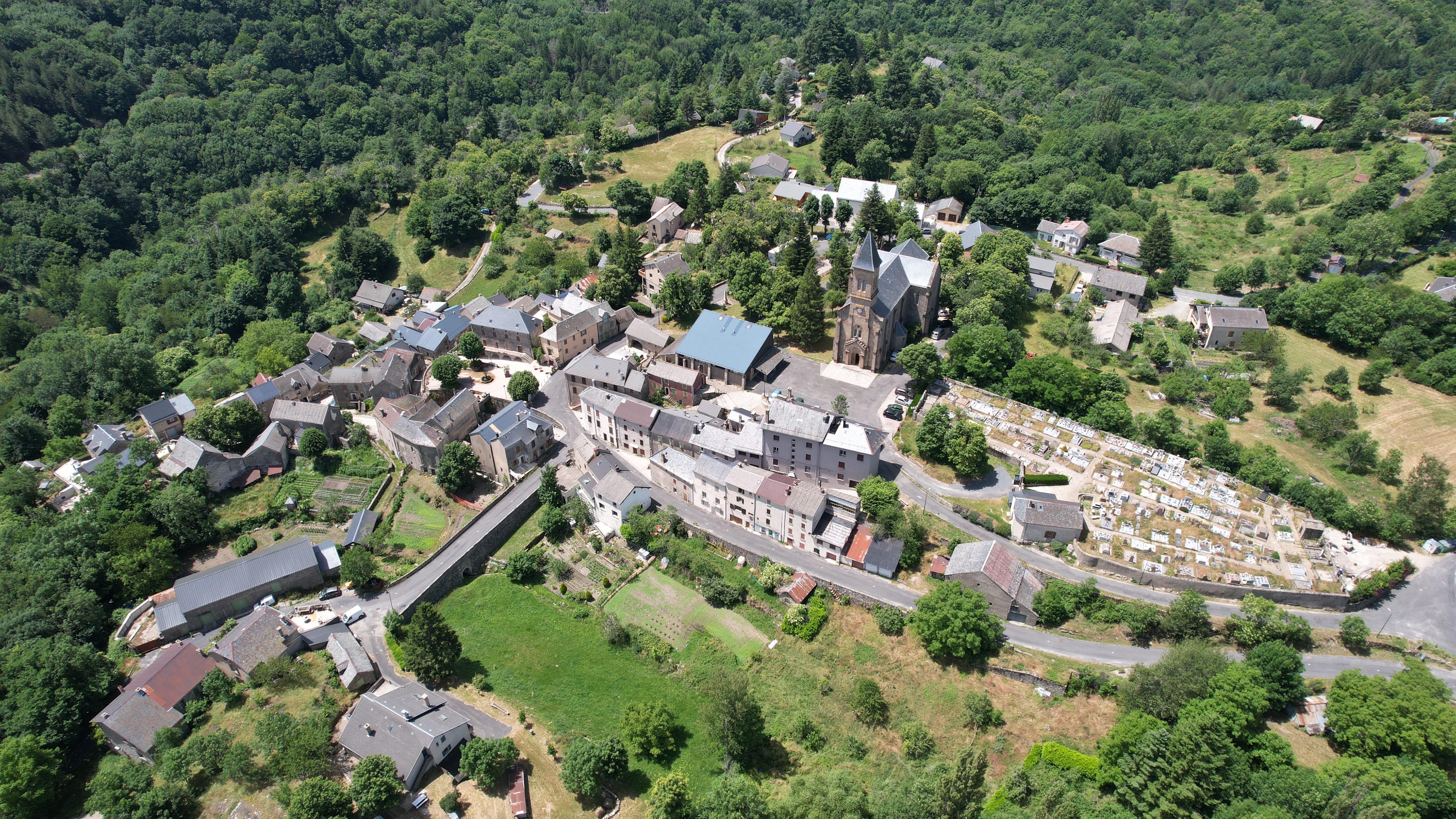
Vue aérienne du village

Dourbies est une commune française située dans l'ouest du département du Gard, en région Occitanie.
Exposée à un climat de montagne, elle est drainée par la Dourbie, le Trèvezel, le Crouzoulous, le ruisseau de Pueylong, le ruisseau du Lingas et par divers autres petits cours d'eau. Incluse dans les Cévennes, la commune possède un patrimoine naturel remarquable : trois sites Natura 2000 (Les « gorges de la Dourbie et causses avoisinants », le « massif de l'Aigoual et du Lingas » et « les Cévennes »), un espace protégé (le « Peyrebesse ») et cinq zones naturelles d'intérêt écologique, faunistique et floristique.
Dourbies est une commune rurale qui compte 157 habitants en 2022, après avoir connu un pic de population de 1 121 habitants en 1886. Ses habitants sont appelés les Dourbiens ou  Dourbiennes.

## Géographie

### Localisation
Situé aux confins du Gard et de l'Aveyron, à une quinzaine de kilomètres de l'Espérou et de sa station de ski de Prat Peyrot, Dourbies, blotti dans la montagne cévenole, est dominé par la crête du Suquet, avec à ses pieds la Dourbie qui coule au milieu de gorges.
La commune est limitrophe au sud-ouest du département de l'Aveyron.

#### Communes limitrophes
| Lanuéjols                                           | Saint-Sauveur-Camprieu | Valleraugue (Val d'Aigoual)            |
| Trèves                                              | Dourbies               | Arphy, Bréau-et-Salagosse (Bréau-Mars) |
| Saint-Jean-du-Bruel (Aveyron), Sauclières (Aveyron) | Alzon, Arrigas         | Aumessas                               |

#### Lieux-dits et hameaux
- Cassanas ;
- Caucalan ;
- Campclaux ;
- Duzas ;
- L'Espérou ;
- Lafont ;
- Lagrinier ;
- Les Laupies ;
- Les Laupiettes ;
- Le Mas ;
- Le Mazet ;
- Le Montet ;
- Le Mourier ;
- Prunaret ;
- Ressançon ;
- Roucabie ;
- La Rouvière ;
- Le Viala.

### Hydrographie et relief
La commune de Dourbies est située dans le parc national des Cévennes sur le versant atlantique du massif du mont Aigoual, à 30 km au sud-est de Millau. Elle surplombe la Dourbie.

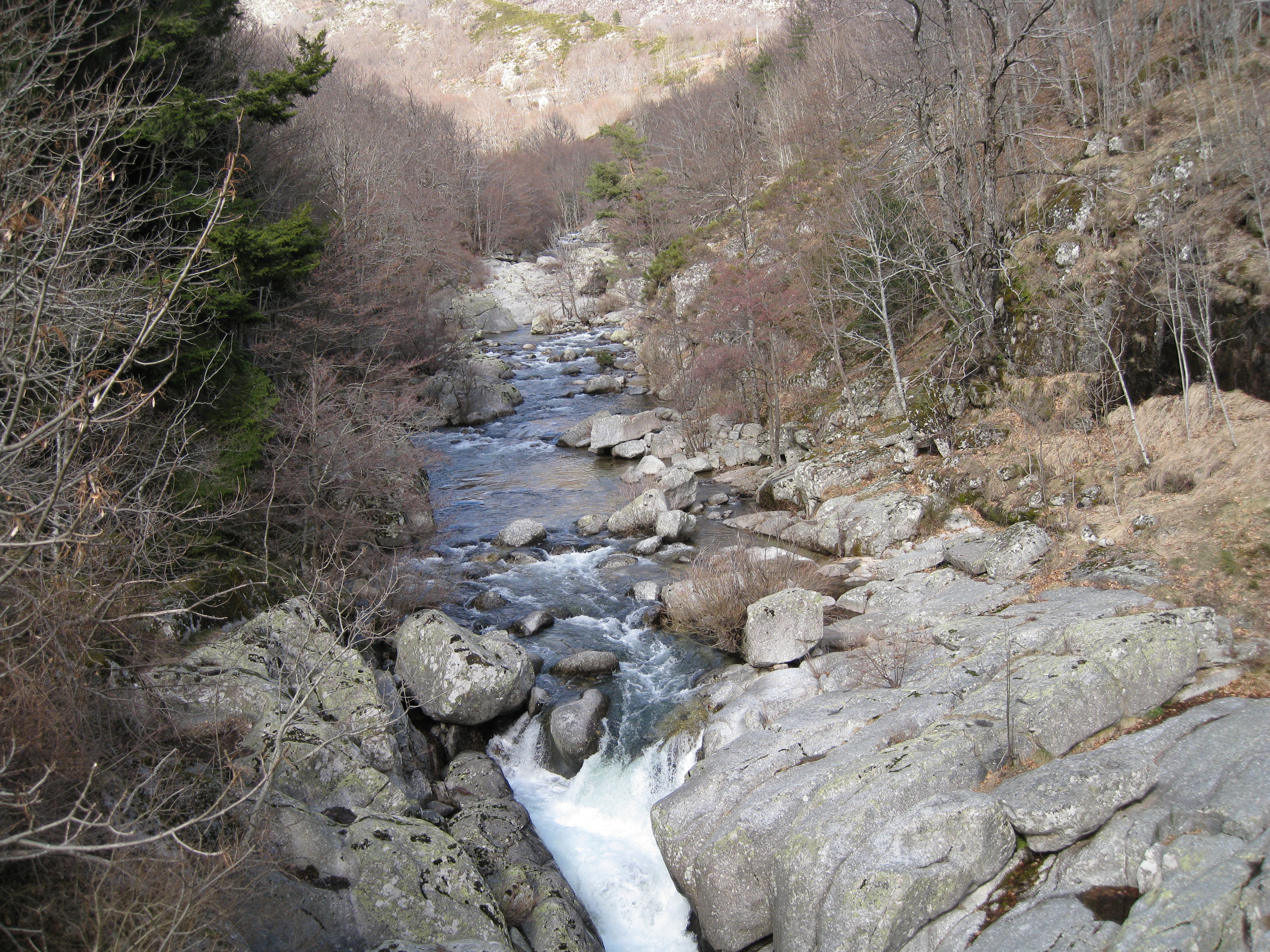
La Dourbie (rivière).
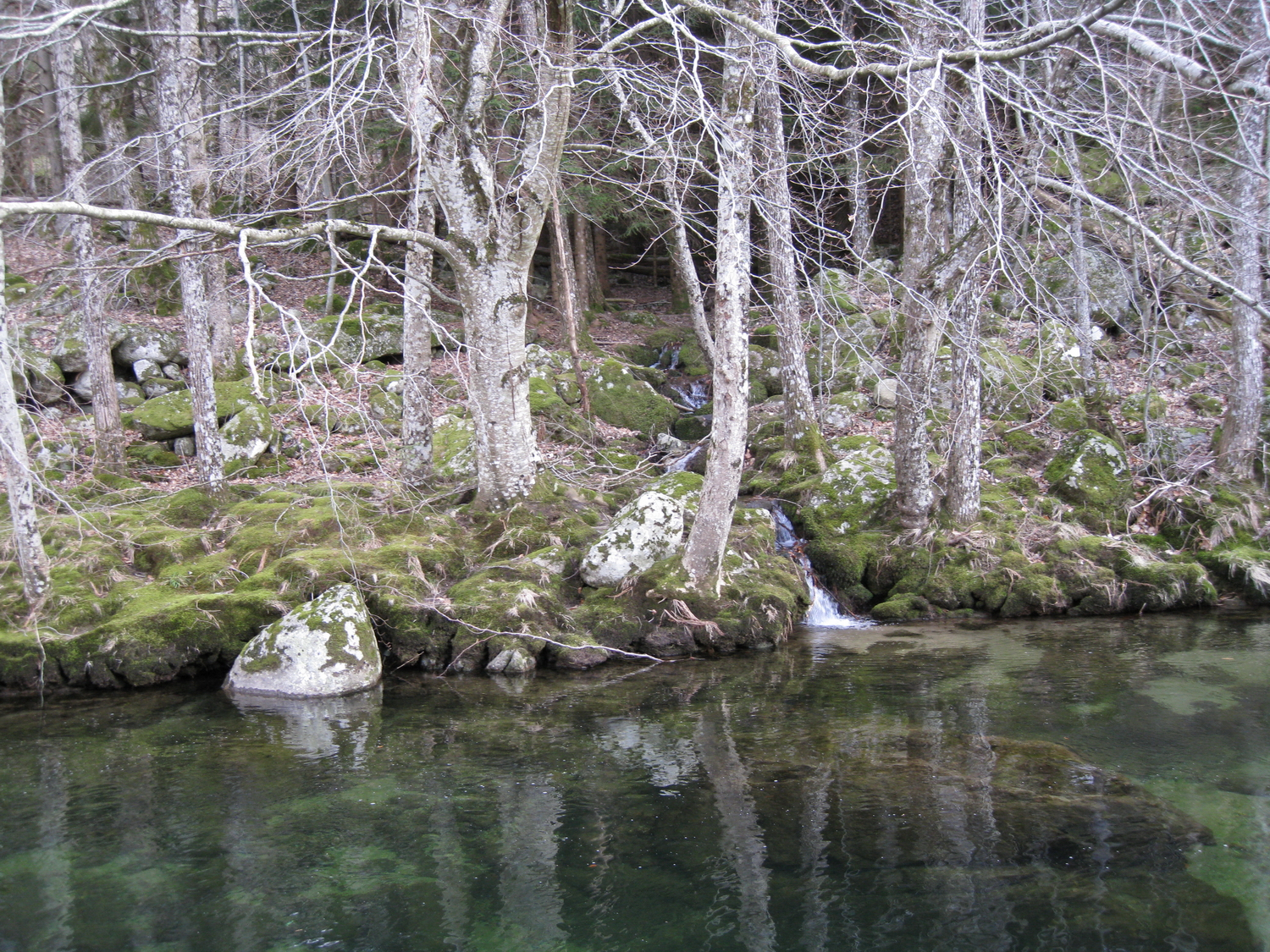
La Dourbie en hiver.

### Climat
Pour des articles plus généraux, voir Climat de l'Occitanie et Climat du Gard.
En 2010, le climat de la commune est de type climat de montagne, selon une étude s'appuyant sur une série de données couvrant la période 1971-2000. En 2020, Météo-France publie une typologie des climats de la France métropolitaine dans laquelle la commune est exposée à un climat de montagne ou de marges de montagne et est dans la région climatique Sud-est du Massif Central, caractérisée par une pluviométrie annuelle de 1 000 à 1 500 mm, minimale en été, maximale en automne.
Pour la période 1971-2000, la température annuelle moyenne est de 8,9 °C, avec une amplitude thermique annuelle de 15,3 °C. Le cumul annuel moyen de précipitations est de 1 449 mm, avec 11,3 jours de précipitations en janvier et 5,2 jours en juillet. Pour la période 1991-2020, la température moyenne annuelle observée sur la station météorologique la plus proche, située sur la commune de Saint-Sauveur-Camprieu à 6 km à vol d'oiseau, est de 8,6 °C et le cumul annuel moyen de précipitations est de 1 474,9 mm,. Pour l'avenir, les paramètres climatiques de la commune estimés pour 2050 selon différents scénarios d'émission de gaz à effet de serre sont consultables sur un site dédié publié par Météo-France en novembre 2022.

### Voies de communication et transports

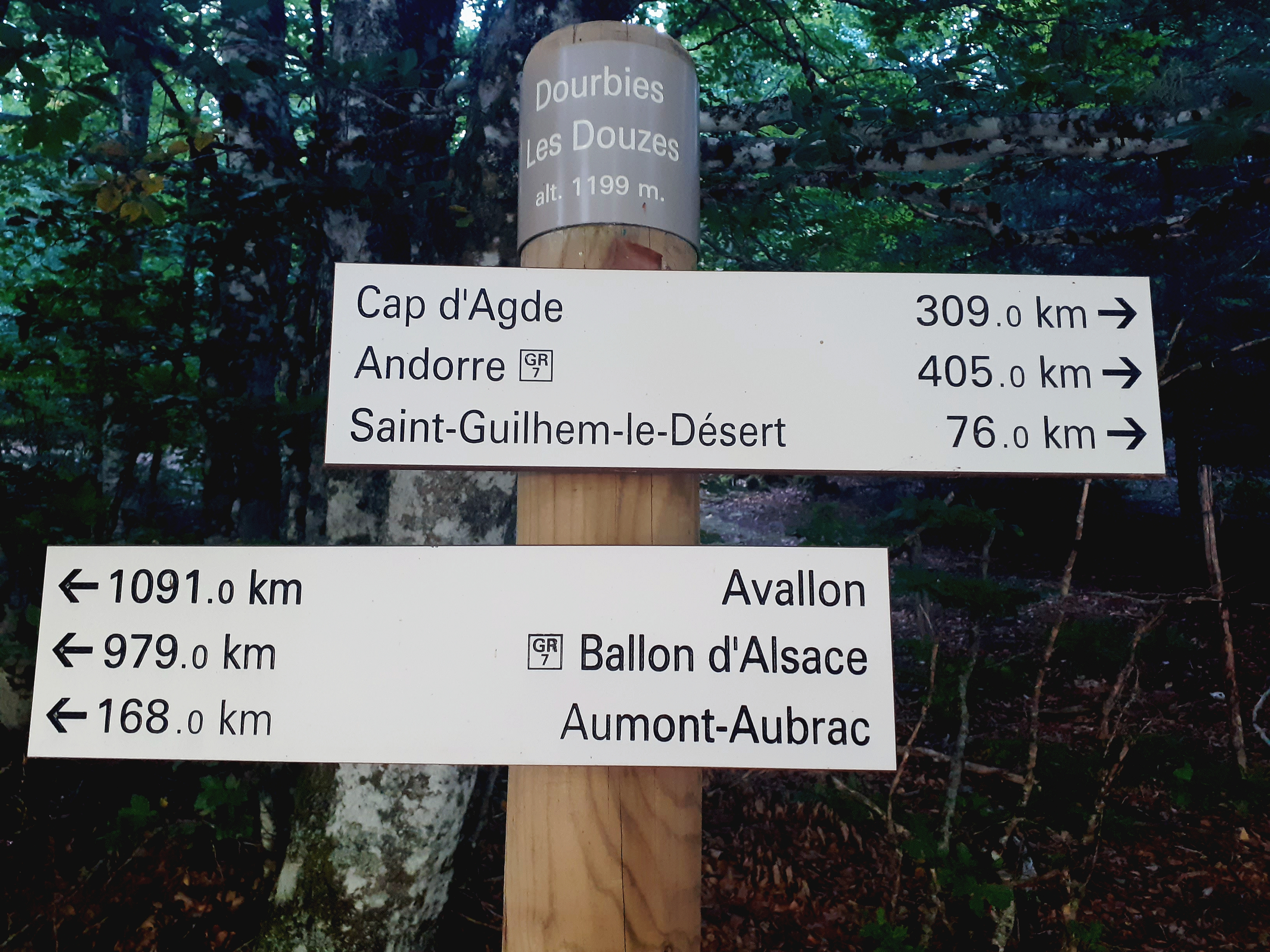
Panonceaux directionnels sur le GR7.

Deux routes pittoresques mais étroites 
- Route départementale 151, entre l'Espérou et le col de la Pierre Plantée reliant ensuite Saint Jean du Bruel, sur la rive droite de la Dourbie.
- Route départementale qui à partir du village (Pont sur la Dourbie) relie la D 151 à Saint-Jean-du-Bruel par la rive gauche de la Dourbie.

Le sentier de grande randonnée GR 7 et le Chemin de Saint-Guilhem-le-Désert traversent le territoire communal.

### Milieux naturels et biodiversité

#### Espaces protégés
La protection réglementaire est le mode d’intervention le plus fort pour préserver des espaces naturels remarquables et leur biodiversité associée,.
Dans ce cadre, la commune fait partie de la zone cœur du Parc national des Cévennes. Ce  parc national, créé en 1967, est un territoire de moyenne montagne formé de cinq entités géographiques : le massif de l'Aigoual, le causse Méjean avec les gorges du Tarn et de la Jonte, le mont Lozère, les vallées cévenoles ainsi que le piémont cévenol.
La commune fait également partie des Cévennes, un territoire  reconnu réserve de biosphère par l'UNESCO en 1985 pour la mosaïque de milieux naturels qui la composent et qui abritent une biodiversité exceptionnelle, avec 2 400 espèces animales, 2 300 espèces de plantes à fleurs et de fougères, auxquelles s’ajoutent d’innombrables mousses, lichens, champignons,.
Quatre autres espaces protégés sont présents sur la commune : 
- le « Peyrebesse », une réserve biologique intégrale, d'une superficie de 15,7 ha[11] ;
- , une zone humide protégée par la convention de Ramsar, d'une superficie de 41 705,5 ha[12] ;
- , un terrain acquis par le Conservatoire du Littoral, d'une superficie de 609,4 ha[13],[14] ;
- , une zone humide protégée par la convention de Ramsar, d'une superficie de 41 705,5 ha[12].

#### Réseau Natura 2000

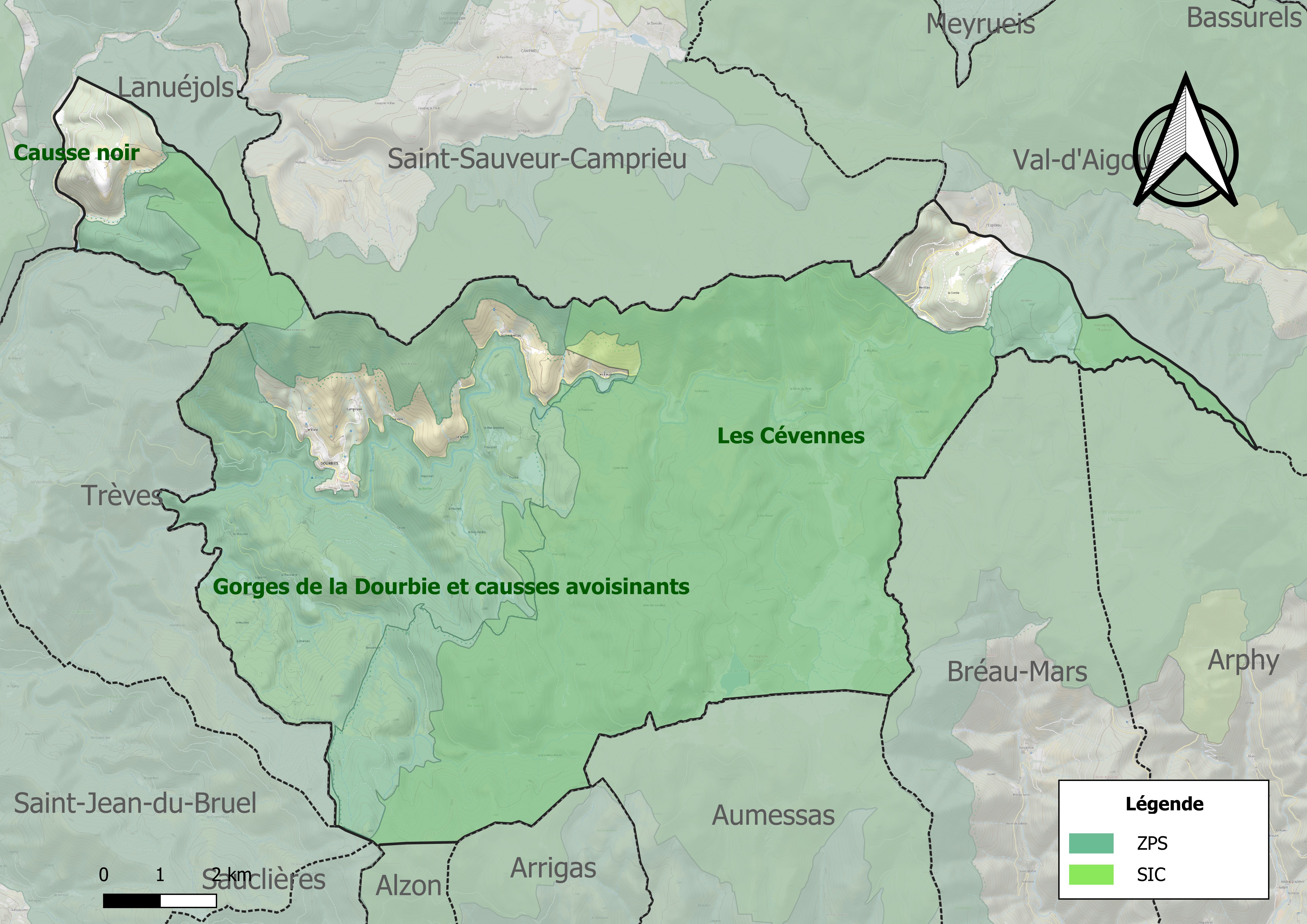
Site Natura 2000 sur le territoire communal.

Le réseau Natura 2000 est un réseau écologique européen de sites naturels d'intérêt écologique élaboré à partir des directives habitats et oiseaux, constitué de zones spéciales de conservation (ZSC) et de zones de protection spéciale (ZPS).
Un site Natura 2000 a été défini sur la commune au titre de la directive habitats :
- le « massif de l'Aigoual et du Lingas », d'une superficie de 10 546 ha, constituant la ligne de partage des eaux entre Méditerranée et Atlantique. On y trouve des pelouses et landes qu'on peut qualifier de pseudo-alpines, recélant des éléments floristiques des Alpes et des Pyrénées en disjonction d'aire. La diversité spécifique de l'ensemble du site est remarquable, avec en particulier la présence de la très rare Buxbaumia viridis[17]

et deux au titre de la directive oiseaux : 
- Les « gorges de la Dourbie et causses avoisinants », d'une superficie de 28 057 ha, qui comprennent une grande partie du Causse noir, du Causse du Larzac et du Causse Bégon, ainsi que les gorges qui les séparent. Sept espèces de l'annexe 1 se reproduisent sur le site, parmi lesquelles huit espèces de rapaces[18] ;
- « les Cévennes », d'une superficie de 92 044 ha, correspondant précisément à la zone centrale du parc national des Cévennes et rassemblant plusieurs ensembles distincts. La diversité des milieux et des paysages permet le maintien d'une avifaune riche et diversifiée : au total, 135 espèces d'oiseaux, dont 22 inscrites à l'annexe 1 de la directive 79-409-CEE, recensées dans la zone centrale du parc, dont une vingtaine d'espèces de rapaces diurnes et sept nocturnes[19].

#### Zones naturelles d'intérêt écologique, faunistique et floristique
L’inventaire des zones naturelles d'intérêt écologique, faunistique et floristique (ZNIEFF) a pour objectif de réaliser une couverture des zones les plus intéressantes sur le plan écologique, essentiellement dans la perspective d’améliorer la connaissance du patrimoine naturel national et de fournir aux différents décideurs un outil d’aide à la prise en compte de l’environnement dans l’aménagement du territoire.
Trois ZNIEFF de type 1 sont recensées sur la commune :
- les « gorges de la Dourbie et ses affluents » (14 060 ha), couvrant 11 communes dont 6 dans l'Aveyron et 5 dans le Gard[21] ;
- les « gorges de la Virenque et Pic de Saint-Guiral » (1 003 ha), couvrant 5 communes dont 2 dans l'Aveyron et 3 dans le Gard[22] ;
- le « lac des Pises et montagne du Lingas » (1 173 ha), couvrant 3 communes du département[23] ;

et deux ZNIEFF de type 2, : 
- le « causse Bégon et Pas de l'Âne Canayère » (2 277 ha), couvrant 6 communes dont 2 dans l'Aveyron et 4 dans le Gard[24] ;
- le « massif de l'Aigoual et du Lingas » (28 495 ha), couvrant 17 communes dont 12 dans le Gard et 5 dans la Lozère[25].

Carte des ZNIEFF de type 1 et 2 à Dourbies.
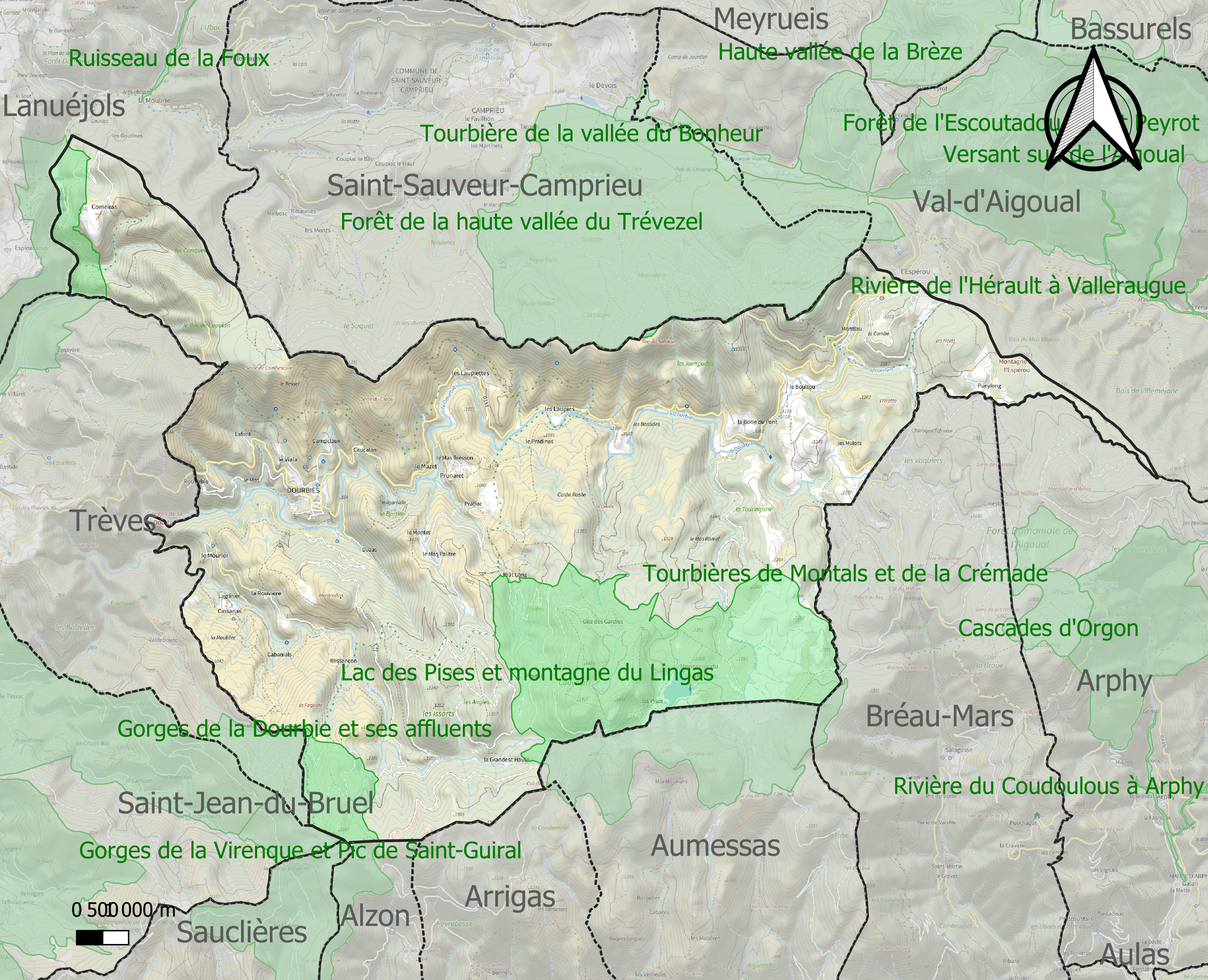
Carte des ZNIEFF de type 1 sur la commune.
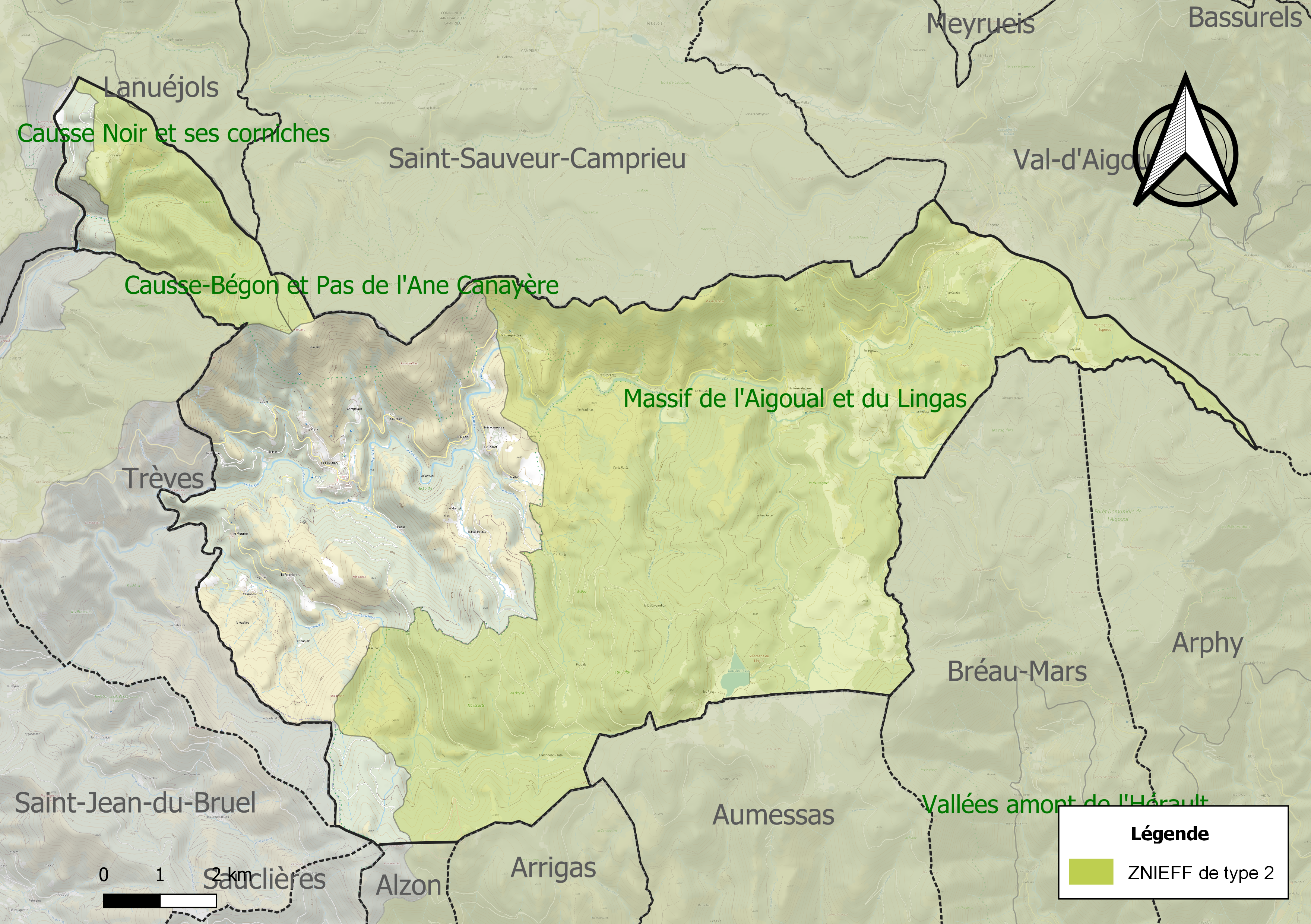
Carte des ZNIEFF de type 2 sur la commune.

## Urbanisme

### Typologie
Au 1er janvier 2024, Dourbies est catégorisée commune rurale à habitat très dispersé, selon la nouvelle grille communale de densité à sept niveaux définie par l'Insee en 2022.
Elle est située hors unité urbaine et hors attraction des villes,.

### Occupation des sols
L'occupation des sols de la commune, telle qu'elle ressort de la base de données européenne d’occupation biophysique des sols Corine Land Cover (CLC), est marquée par l'importance des forêts et milieux semi-naturels (98,2 % en 2018), une proportion sensiblement équivalente à celle de 1990 (97,6 %). La répartition détaillée en 2018 est la suivante : 
forêts (66,1 %), milieux à végétation arbustive et/ou herbacée (32,1 %), zones agricoles hétérogènes (1 %), zones urbanisées (0,8 %), prairies (0,1 %). L'évolution de l’occupation des sols de la commune et de ses infrastructures peut être observée sur les différentes représentations cartographiques du territoire : la carte de Cassini (XVIIIe siècle), la carte d'état-major (1820-1866) et les cartes ou photos aériennes de l'IGN pour la période actuelle (1950 à aujourd'hui).

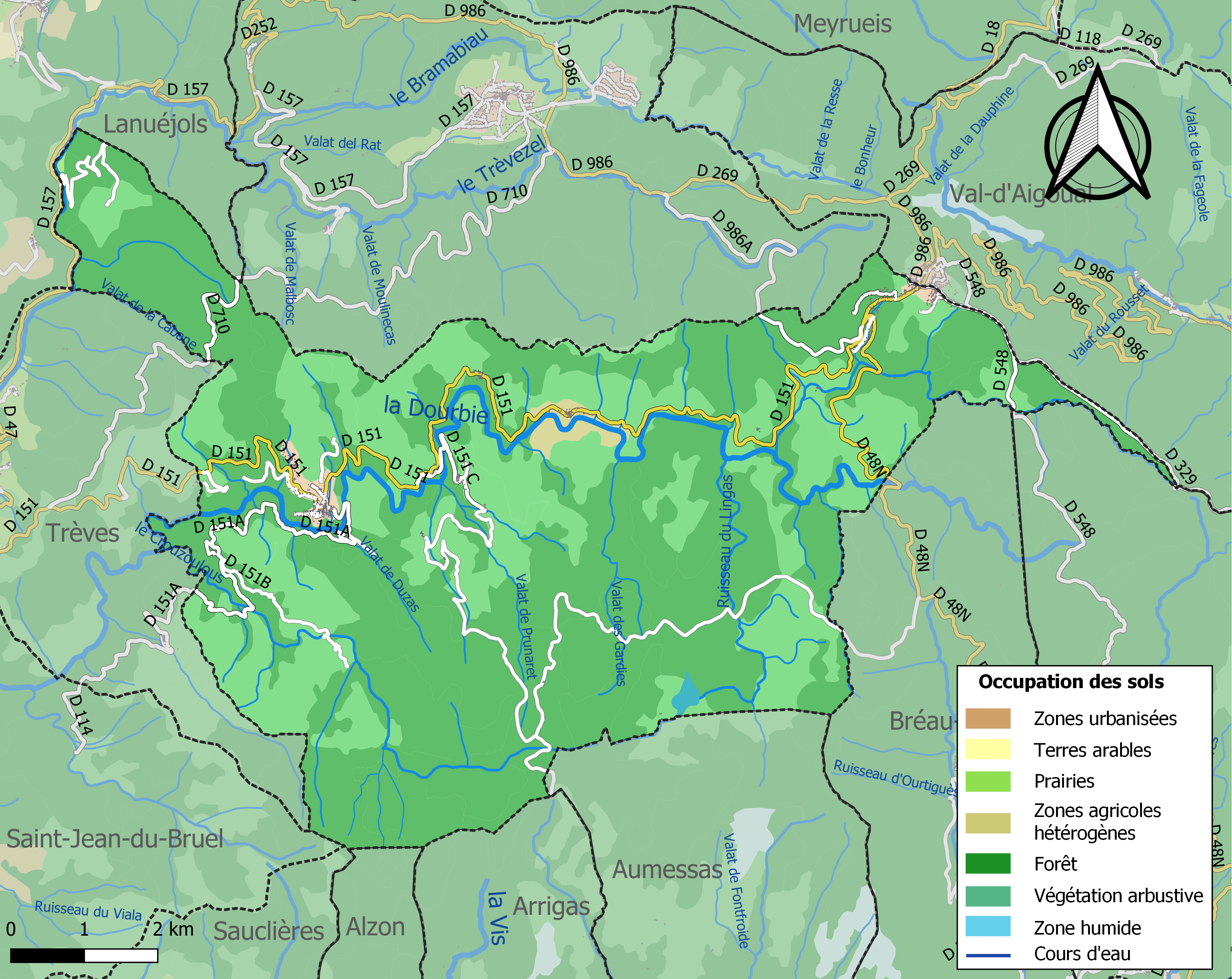
Carte des infrastructures et de l'occupation des sols de la commune en 2018 (CLC).

### Risques majeurs
Le territoire de la commune de Dourbies est vulnérable à différents aléas naturels : météorologiques (tempête, orage, neige, grand froid, canicule ou sécheresse), inondations, feux de forêts et séisme (sismicité faible). Il est également exposé à un risque particulier : le risque de radon. Un site publié par le BRGM permet d'évaluer simplement et rapidement les risques d'un bien localisé soit par son adresse soit par le numéro de sa parcelle.

#### Risques naturels
Certaines parties du territoire communal sont susceptibles d’être affectées par le risque d’inondation par débordement de cours d'eau, notamment la Dourbie et le Trèvezel. La commune a été reconnue en état de catastrophe naturelle au titre des dommages causés par les inondations et coulées de boue survenues en 1982 et 1994,.

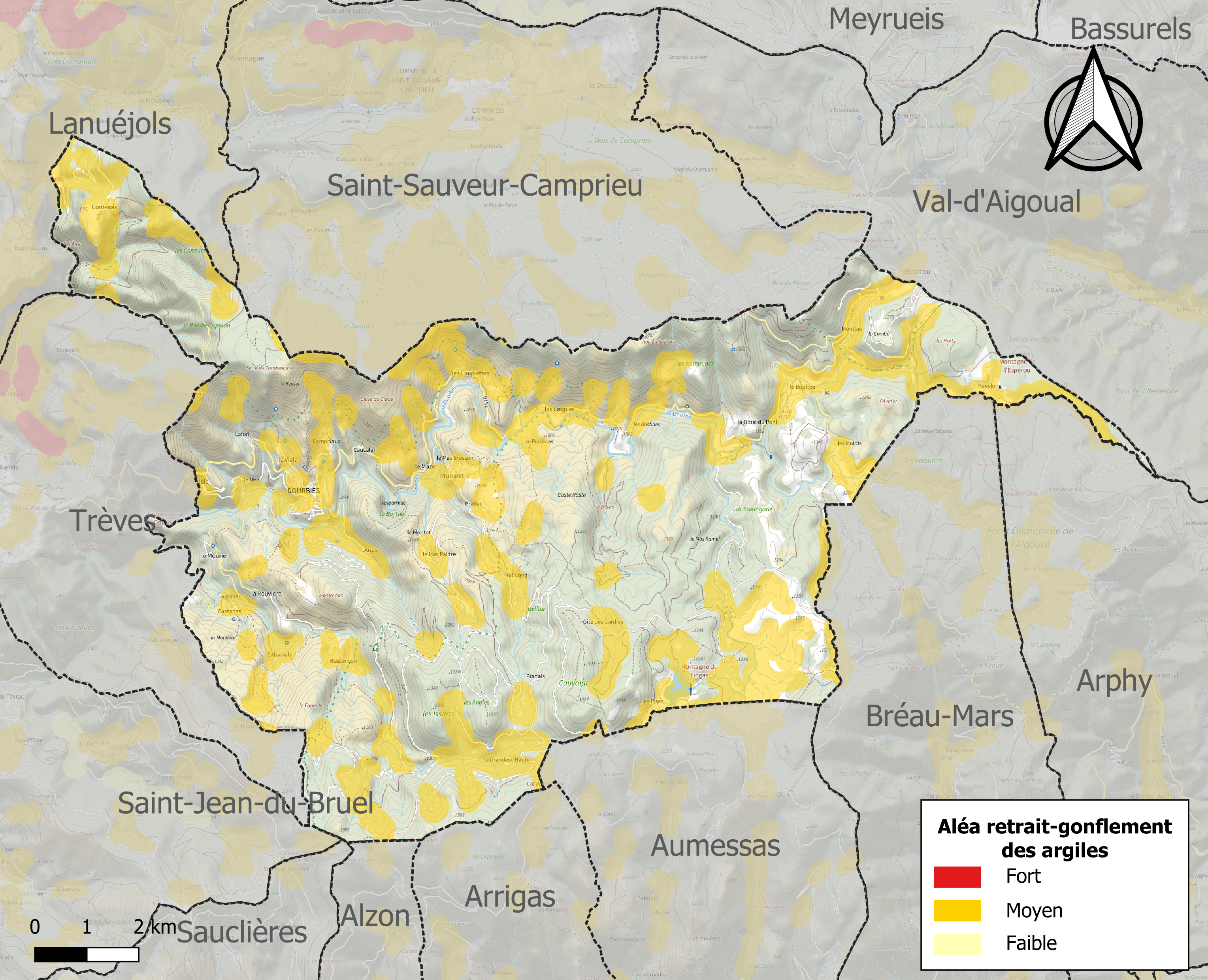
Carte des zones d'aléa retrait-gonflement des sols argileux de Dourbies.

Le retrait-gonflement des sols argileux est susceptible d'engendrer des dommages importants aux bâtiments en cas d’alternance de périodes de sécheresse et de pluie. 30,3 % de la superficie communale est en aléa moyen ou fort (67,5 % au niveau départemental et 48,5 % au niveau national). Sur les 488 bâtiments dénombrés sur la commune en 2019, 305 sont en aléa moyen ou fort, soit 63 %, à comparer aux 90 % au niveau départemental et 54 % au niveau national. Une cartographie de l'exposition du territoire national au retrait gonflement des sols argileux est disponible sur le site du BRGM,.
Par ailleurs, afin de mieux appréhender le risque d’affaissement de terrain, l'inventaire national des cavités souterraines permet de localiser celles situées sur la commune.

#### Risque particulier
Dans plusieurs parties du territoire national, le radon, accumulé dans certains logements ou autres locaux, peut constituer une source significative d’exposition de la population aux rayonnements ionisants. Certaines communes du département sont concernées par le risque radon à un niveau plus ou moins élevé. Selon la classification de 2018, la commune de Dourbies est classée en zone 3, à savoir zone à potentiel radon significatif.

## Toponymie
Occitan Dourbio, du roman Dorbia, du bas latin Dorbia, Durbia, Derbia, Durbienca, du latin Fluvius Urbio, à rapprocher avec le gaulois dubron qui signifie eau.

## Histoire

### Moyen Âge
Dourbies faisait partie de la viguerie du Vigan et Meyrueis et du diocèse de Nîmes, archiprêtré de Meyrueis. Ce lieu n'est pas nommé dans le dénombrement de 1384, mais à en juger par la somme à laquelle cette communauté est imposée en 1435, elle devait compter au commencement  du XVe siècle, six ou sept feux.

### Époque moderne
Le prieuré de Notre-Dame de Dourbies quoique enclavé dans l'évêché d'Alais en 1694 n'en demeura pas moins uni à la mense épiscopale de Nîmes.

## Politique et administration

### Liste des maires
| Période                                  | Période                   | Identité       | Étiquette | Qualité                                                                              |
| ---------------------------------------- | ------------------------- | -------------- | --------- | ------------------------------------------------------------------------------------ |
| Les données manquantes sont à compléter. |                           |                |           |                                                                                      |
| 1972                                     | 1995                      | Marius Balsan  | PS        | Conseiller (depuis 1947)                                                             |
| janvier 1999                             | 2014                      | Jacques Balsan | DVD       | Retraité                                                                             |
| 2014                                     | 2015                      | Georges Petit  |           | Retraité                                                                             |
| 2015                                     | En cours (au 24 mai 2020) | Irène Lebeau,  | LFI       | Cadre de la fonction publique retraitée Suppléante du député Michel Sala (2022-2024) |

## Population et société

### Démographie
L'évolution du nombre d'habitants est connue à travers les recensements de la population effectués dans la commune depuis 1793. Pour les communes de moins de 10 000 habitants, une enquête de recensement portant sur toute la population est réalisée tous les cinq ans, les populations de référence des années intermédiaires étant quant à elles estimées par interpolation ou extrapolation. Pour la commune, le premier recensement exhaustif entrant dans le cadre du nouveau dispositif a été réalisé en 2008.

En 2022, la commune comptait 157 habitants, en évolution de +4,67 % par rapport à 2016 (Gard : +2,97 %, France hors Mayotte : +2,11 %).
| 1793 | 1800  | 1806  | 1821 | 1831 | 1836  | 1841  | 1846 | 1851 |
| ---- | ----- | ----- | ---- | ---- | ----- | ----- | ---- | ---- |
| 834  | 1 079 | 1 067 | 868  | 978  | 1 026 | 1 026 | 905  | 969  |

| 1856  | 1861  | 1866  | 1872  | 1876  | 1881  | 1886  | 1891  | 1896 |
| ----- | ----- | ----- | ----- | ----- | ----- | ----- | ----- | ---- |
| 1 020 | 1 081 | 1 024 | 1 053 | 1 068 | 1 101 | 1 121 | 1 004 | 885  |

| 1901 | 1906 | 1911 | 1921 | 1926 | 1931 | 1936 | 1946 | 1954 |
| ---- | ---- | ---- | ---- | ---- | ---- | ---- | ---- | ---- |
| 865  | 903  | 852  | 689  | 625  | 568  | 515  | 524  | 468  |

| 1962 | 1968 | 1975 | 1982 | 1990 | 1999 | 2006 | 2008 | 2013 |
| ---- | ---- | ---- | ---- | ---- | ---- | ---- | ---- | ---- |
| 383  | 308  | 251  | 223  | 213  | 204  | 190  | 186  | 163  |

| 2018 | 2022 | - | - | - | - | - | - | - |
| ---- | ---- | - | - | - | - | - | - | - |
| 140  | 157  | - | - | - | - | - | - | - |

### Manifestations culturelles et festivités
- Fête du village le 15 août ;
- Pèlerinage au rocher de Saint-Guiral le lundi de Pentecôte ;
- De 1997 à 2009, Dourbies constituait un ravitaillement sur la grande course des Templiers au mois d'octobre. Depuis, il en est de même mais sur le trail des Hospitaliers le même mois.

## Économie

### Emploi
|                | 2008   | 2013  | 2018   |
| -------------- | ------ | ----- | ------ |
| Commune        | 6,5 %  | 9,8 % | 11,6 % |
| Département    | 10,6 % | 12 %  | 12 %   |
| France entière | 8,3 %  | 10 %  | 10 %   |

En 2018, la population âgée de 15 à 64 ans s'élève à 86 personnes, parmi lesquelles on compte 73,3 % d'actifs (61,6 % ayant un emploi et 11,6 % de chômeurs) et 26,7 % d'inactifs,. En  2018, le taux de chômage communal (au sens du recensement) des 15-64 ans est inférieur à celui du département, mais supérieur à celui de la France, alors qu'en 2008 il était inférieur à celui de la France.
La commune est hors attraction des villes,. Elle compte 41 emplois en 2018, contre 35 en 2013 et 52 en 2008. Le nombre d'actifs ayant un emploi résidant dans la commune est de 53, soit un indicateur de concentration d'emploi de 76,8 % et un taux d'activité parmi les 15 ans ou plus de 46 %.
Sur ces 53 actifs de 15 ans ou plus ayant un emploi, 32 travaillent dans la commune, soit 60 % des habitants. Pour se rendre au travail, 81,1 % des habitants utilisent un véhicule personnel ou de fonction à quatre roues, 11,3 % s'y rendent en deux-roues, à vélo ou à pied et 7,5 % n'ont pas besoin de transport (travail au domicile).

### Activités hors agriculture

#### Secteurs d'activités
20 établissements sont implantés  à Dourbies au 31 décembre 2019.
Le secteur du commerce de gros et de détail, des transports, de l'hébergement et de la restauration est prépondérant sur la commune puisqu'il représente 40 % du nombre total d'établissements de la commune (8 sur les 20 entreprises implantées  à Dourbies), contre 30 % au niveau départemental. Ces chiffres concernent la totalité de la commune, en particulier L'Espérou ; le village centre manque d'une réelle ouverture vers le tourisme de passage : absence à une exception près de restauration, hébergement limité.

### Agriculture
|               | 1988  | 2000 | 2010 | 2020 |
| ------------- | ----- | ---- | ---- | ---- |
| Exploitations | 11    | 4    | 3    | 3    |
| SAU (ha)      | 1 563 | 379  | 360  | 298  |

La commune est dans le Causse Noir, une petite région agricole concernant six communes à l'extrême-ouest du département du Gard. En 2020, l'orientation technico-économique de l'agriculture  sur la commune est l'élevage d'équidés et/ou d' autres herbivores. Trois exploitations agricoles ayant leur siège dans la commune sont dénombrées lors du recensement agricole de 2020 (onze en 1988). La superficie agricole utilisée est de 298 ha,,.

### Secteurs d'activités
Le village a développé les activités agricoles et pastorales.
La châtaigneraie, les cultures en terrasses, les pâturages et la forêt domaniale sont le résultat de siècles de labeurs agricoles et forestiers rendus difficiles par le climat et la forte déclivité des terrains.
La vallée de la Dourbie permettait la culture du seigle sur ces sols granitiques et ces terres siliceuses, cette céréale apportait autrefois aux populations des montagnes la litière pour les animaux et une matière première le chaume pour recouvrir les toitures. Cette culture est cependant devenue anecdotique, les châtaigneraies ne sont quasiment plus entretenues, subsistent les coupes de bois dans les forêts, le pastoralisme et isolement quelques terres ou pâturages
Le tourisme peut devenir, si cela est réellement souhaité, un vecteur économique non négligeable du fait du classement de la région au patrimoine mondial de l'UNESCO et de la typicité du village, le village a été classé par le département et la région « village de caractère »[réf. nécessaire].

## Culture locale et patrimoine

### Édifices religieux
L'église paroissiale Notre-Dame-de-l'Assomption de style roman au clocher élancé (34 mètres) a été construite par l'architecte Félicien Allard de Nîmes entre 1883 et 1887 avec l'aide des habitants des environs. À cause de sa grandeur et de son architecture lancée vers le ciel, imposante mais fine, elle a été appelée par les voisins et la population de Dourbies la cathédrale des Cévennes. Une allocution a été prononcée le 8 juin 1885 par Monseigneur Louis Besson, évêque de Nîmes, à l'occasion de la pose de la première pierre. Le centenaire a été fêté le 20 septembre 1987.

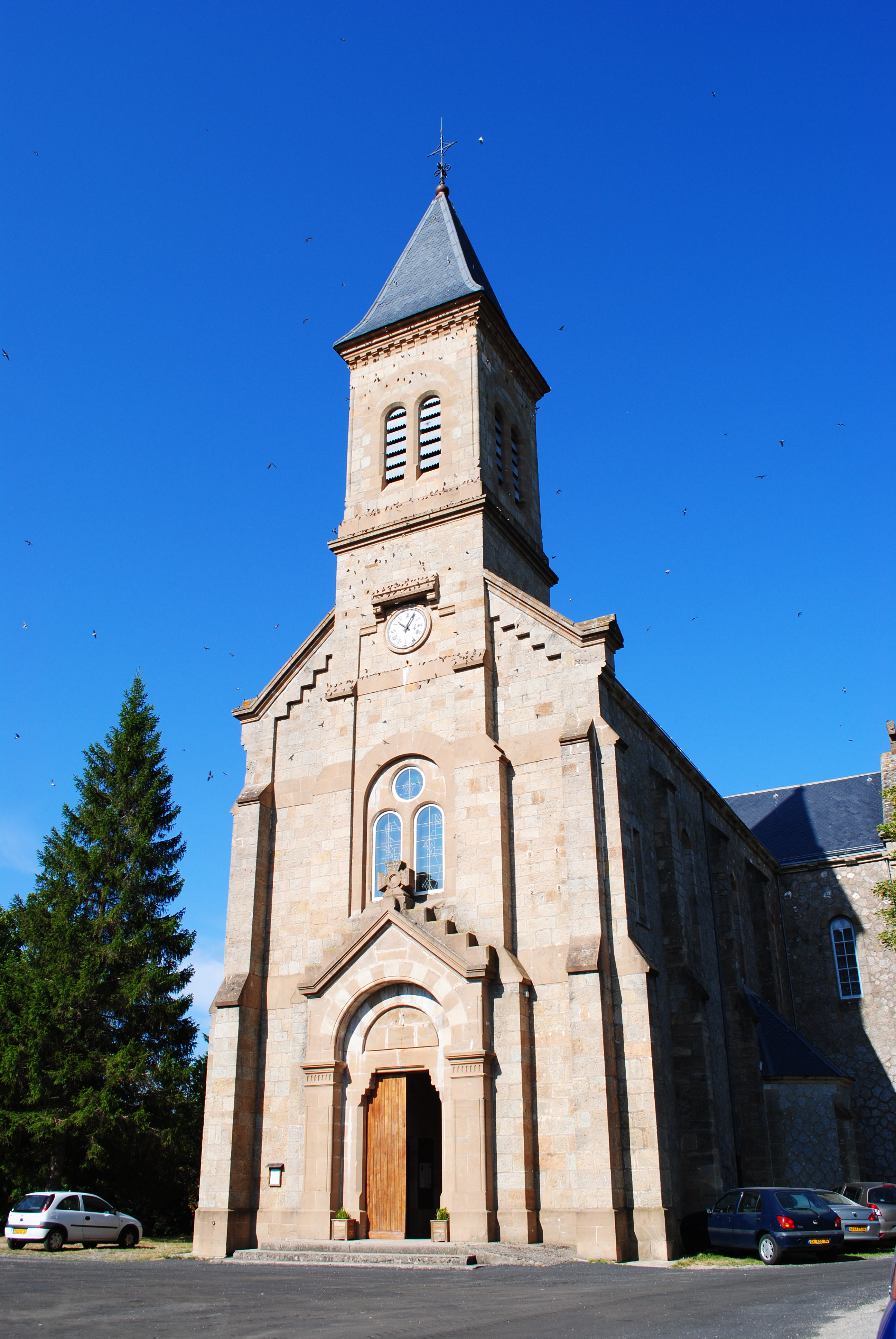
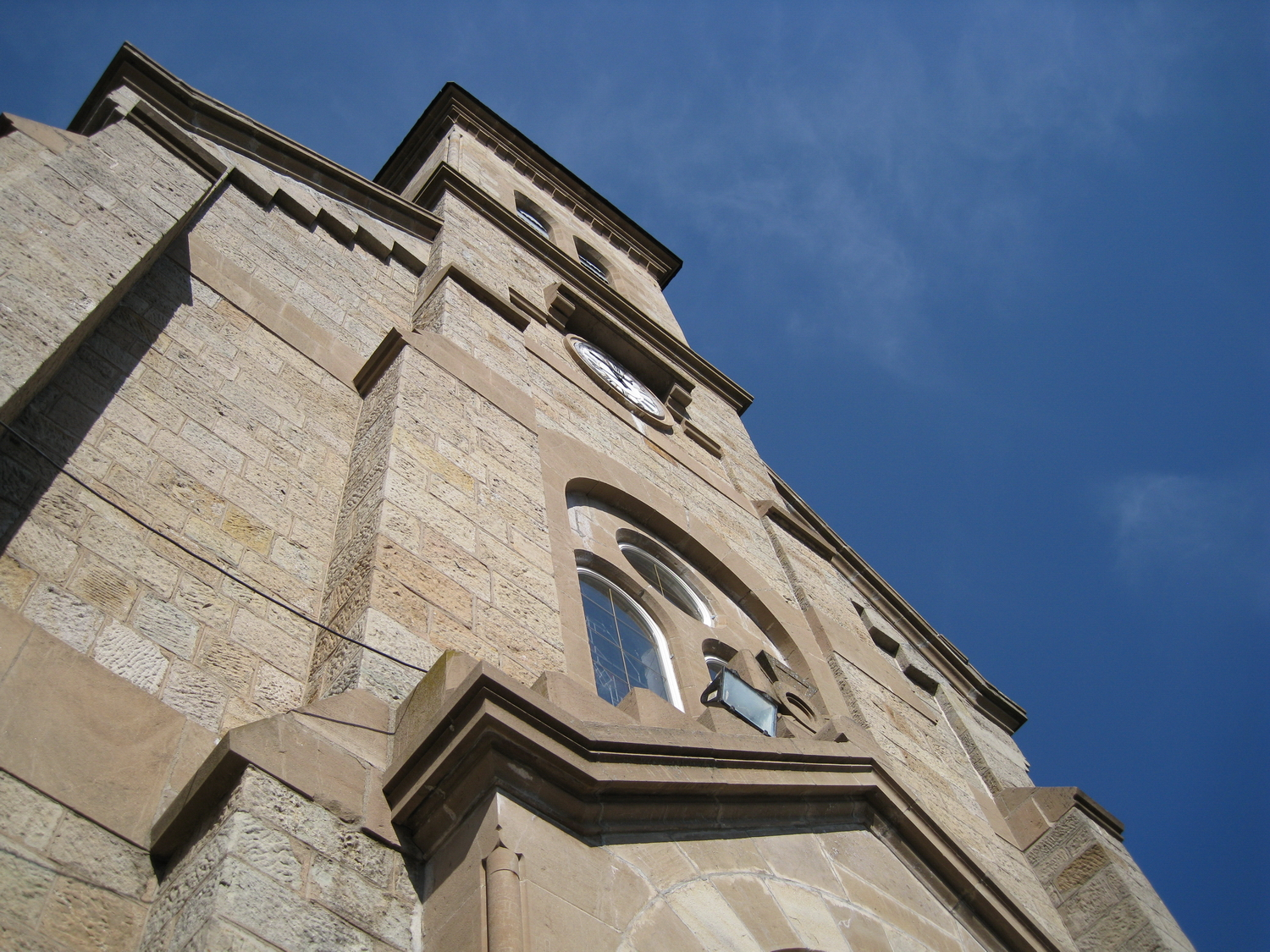

### Patrimoine culturel
Dourbies, située dans les Causses-Cévennes, région inscrite au patrimoine mondial de l'UNESCO en 2011, est attachée aux légendes et croyances ancestrales telles que le pic Saint-Guiral et la légende des Trois ermites, ainsi qu'à la protection de la nature de la transhumance (lac des Pises). Le parc national des Cévennes accompagne cette valorisation du patrimoine naturel et architectural.
Construite sur la place du village en 1990, une fontaine préfigure la légende des Trois ermites.

### Patrimoine environnemental
Dourbies est traversée par la Dourbie, qui par sa terminologie gauloise, a inspiré le nom du village[réf. nécessaire], elle coule depuis sa source (proche de l'Espérou) vers Saint-Jean-du-Bruel au milieu de gorges.
Située sur le versant Atlantique du massif de l'Aigoual, à une altitude oscillant entre 621 m et 1 440 m, Dourbies offre un paysage typique de montagne cévenole aux vallées profondes entourées de plateaux, territoire pastoral à travers les siècles, la commune qui reste un lieu de la transhumance est prisée pour ses randonnées pédestres où de nombreux parcours sont prévus à cet effet.
Économiquement, l'activité se tourne plus naturellement vers le Sud-Aveyron et la ville de Millau.
Les gorges de la Dourbie entre 360 et 850 m d'altitude comportent de nombreux sites classés, tels que Cantobre, chapelles et Nant. Une route pittoresque au départ de Dourbies offre des vues d'ensemble.
Les toits de chaume liés autrefois à la culture florissante du seigle font l'objet d'un projet de valorisation, quelques-uns sont encore visibles au hameau des Laupiettes.
Le lac des Pises, qui fait partie du parc national des Cévennes, a été classé espace naturel sensible pour les troupeaux des vallées cévenoles par le conseil départemental du Gard, ce qui en fait un espace de protection de la nature et de la transhumance[réf. nécessaire].

## Héraldique
| Blason de Dourbies | Blason  | D'azur à la croix d'or cantonnée de quatre dauphins du même. |
| Blason de Dourbies | Détails | Le statut officiel du blason reste à déterminer.             |